# Les Merveilles de Rigomer

Les Merveilles de Rigomer est un long roman (17 270 vers) écrit par un auteur anonyme (un certain Jean nommé dès les premiers vers)  du XIIIe siècle, faisant partie des légendes arthuriennes.

## Le contexte d'élaboration de la légende.

### La littérature médiévale
Les XIe et XIIe siècles voient l’apogée de l’art roman, comme celui des ordres clunisiens (relatifs à l’ordre monastique chrétien, défini à l’abbaye de Cluny) et cistercien (ordre monastique chrétien réformé dont l'origine remonte à la fondation de l'abbaye de Cîteaux). Nous sommes dans la période de la fin de l’art roman et du début de l’art gothique.
La littérature médiévale a fondé la littérature française. Avant le XIIe siècle, rien ou presque n’avait été écrit en langue vulgaire (langue locale). La plupart des œuvres littéraires parvenaient en effet au public par transmission orale.
Les XIIe siècle et XIIIe siècle qui correspondent à l’état de la langue que l’on nomme ancien français, voient naître la plupart des grands genres littéraires. Le premier est la chanson de geste : c’est un poème qui raconte des exploits guerriers souvent accomplis dans l’esprit de la croisade. Le XIIe siècle voit aussi l’essor de la poésie lyrique. On peut voir aussi à cette époque l’apogée du roman en prose, du roman réaliste (Jean Renart, L’Escoufle, Guillaume de Dole), du roman allégorique (Guillaume de Lorris, Le Roman de la Rose) et du théâtre sacré (Le Jeu d’Adam) et profane (Jean Bodel, Le Jeu de saint Nicolas).

### La légende arthurienne

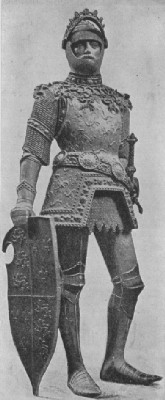
Le roi Arthur

La Légende du roi Arthur est née dans le milieu du XIIe siècle dans L’Histoire des rois de Bretagne écrite par Geoffroy de Monmouth. Il existe néanmoins des indices dans d’autres sources plus anciennes. La Table ronde (élément lié au roi Arthur) apparaît pour la première fois dans Le Roman brut qui est l’œuvre d’un moine normand Robert Wace vers 1150. L’histoire évoque la conquête de l’Écosse, de l’Irlande, et de la Gaule par le roi Arthur ainsi que son triomphe sur les Romains. 
Ces faits ont été inventés mais malgré cela les débats sur la réalité historique de l’existence d’Arthur n’ont jamais vraiment cessé ; pour certains historiens c’était un général romain du IIe siècle mais pour la majorité il aurait vécu dans le contexte de la guerre entre les Bretons et les Saxons vers le VIe siècle. Nous n’avons pas une date précise de la création de la légende arthurienne et la véracité de l’existence du roi Arthur reste encore à prouver.
Dans Les Merveilles de Rigomer , une demoiselle vient à la cour du roi Arthur et propose aux chevaliers une aventure : celle du domaine de Rigomer, en Irlande, endroit maléfique qui retient des chevaliers ensorcelés. C'est d'abord Lancelot qui part (vers 1 à 6 402), puis Gauvain à la tête de cinquante-huit chevaliers (vers 6 403 à 14 775), avec le détail de leurs multiples aventures et la résolution de l'intrigue principale. Enfin s'amorce le récit des aventures du roi Arthur lui-même, mais celui-ci demeure inachevé.
Le roman a été jugé long et monotone, faisant plus place aux éléments convenus des contes populaires, plus ou moins païens, comme l'ogre ou la sorcière. Il n'y reste plus grand-chose de la courtoisie des premiers romans de la Table Ronde.

## Résumé
Le roi et ses chevaliers se trouvent à Carlion depuis cinq jours, ils sont prêts à se mettre à table mais, voulant respecter les coutumes, ils attendent qu’une nouvelle aventure surgisse. En regardant au loin, ils aperçoivent une jeune fille montant un magnifique cheval dans la plaine. Elle apporte un message à la cour.  On l'accueille et on la conduit auprès du roi. C’est à ce moment-là qu’elle critique la paresse du roi et de sa cour et défie les plus audacieux d'entre eux d’aller conquérir le fief et le pays de sa dame lors d’une quête périlleuse. Une fois la jeune fille repartie, les chevaliers désemparés se mettent à sa poursuite mais en vain ; ils rentrent vaincus à la cour. Tous les chevaliers ayant échoué, Lancelot du Lac promet à la reine qu’il ne reviendra qu'après avoir retrouvé la jeune fille.
Lancelot se met en quête, mais il se rend rapidement compte que ce voyage est très dangereux et difficile. Au cours de ce périple, il rencontre un ermite qui le renseigne sur la jeune fille, lui révélant qu’elle est déjà loin. L'ermite propose à Lancelot de l’héberger avec son cheval. Après avoir quitté l’homme qui l'avait hébergé, il parcourt la Bretagne, l’Angleterre, le pays de Galles, l’Écosse puis arrive en Cornouailles après trente jours. Après s’être ravitaillé, il quitte les Cornouailles et arrive enfin en Irlande. La faim et la soif le torturant, Lancelot regrette d’avoir quitté son pays. Comme il ne cesse de se tromper de chemin, il finit par trouver une demeure fortifiée occupée par des voleurs appelés Rude Travers, réputés pour être impassables. Lancelot est reçu à diner par les brigands. Ceux-ci prennent son cheval et ses armes, car sinon il ne peut pas rentrer dans la demeure. Une fois rentré, Lancelot est nourri et logé, puis, il apprend que les brigands organisaient un combat entre Savari, le chef des voleurs, et un chevalier choisi par le Vicomte, mettant en jeu la fille de celui-ci, Fleur Désirée. À la suite de cette nouvelle, Lancelot se fait jeter de la demeure à moitié nu, pillé par les voleurs. Une fois au pied de la montagne, il se dirige vers le château de Pavongai où il rencontre les habitants du village et le Vicomte. Celui-ci lui explique qu’il est obligé de combattre lui-même car il n’avait pas trouvé de chevalier assez courageux pour défier le chef des brigands. Lancelot, touché par le désespoir du vicomte et désireux de se venger, se propose comme chevalier pour combattre Savari.  S’il parvient à remporter le combat, le Vicomte lui offrira alors la main sa magnifique fille. Le combat s’engage alors entre Savari et Lancelot, plus déterminé que jamais à gagner. S’ensuit une bataille féroce ou chacun assène coup sur coup fragilisant un peu plus l’adversaire à chaque fois. Lancelot sort vainqueur de cet affrontement. Tous les voleurs sont attrapés et leur repaire est détruit. De retour à Pavongai, le Vicomte remercie généreusement Lancelot autour d’un festin, lui offre la main de sa fille et lui propose de rester gouverner sa vicomté et son château. Mais Lancelot refuse l’offre car c’est autre chose qui l’avait amené jusqu’en Irlande.

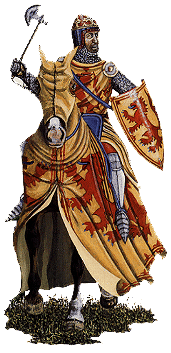
Le chevalier Gauvain

Le chevalier Lancelot a pour but de se rendre à Rigomer. Seulement, il ne se rend pas compte, même après les mises en garde du Vicomte, que son périple risque d’être semé d’embuches et qu’il pourrait ne pas revenir vivant. Durant sa traversée, Lancelot va donc faire face à de nombreux problèmes. Il va faire la rencontre tout d’abord d’une bête sauvage dans la forêt, puis il va trouver un chevalier blessé, qui a lui aussi tenté d’aller à Rigomer. Lancelot va donc essayer de trouver les réponses à ses questions concernant son périple. Cet homme s’appelait Brios De Montascon. Il fait ensuite la connaissance de deux brigands qui essayent de le dépouiller, mais face à la menace Lancelot riposte et massacre ses deux adversaires. Il reprend ensuite sa chevauchée. Cherchant un endroit où dormir, il se retrouve sans le savoir l’hôte d’un homme appartenant à la même famille que les deux brigands rencontrés précédemment. Ils entament un combat qui dure de longues heures. Épuisé, Lancelot recherche de nouveau un endroit où se loger. Dans une forêt, sur une terre du nom de Brefeni, Lancelot fait la rencontre d’un vieillard nu qui, bien que démuni, lui propose de partager son repas avec lui et de l’héberger pour la nuit. Cependant il refuse son offre et s’en va de nouveau chevauchant ces terres pleines de danger. Plus tard, il rencontrera également une sorcière qui vit dans la forêt.

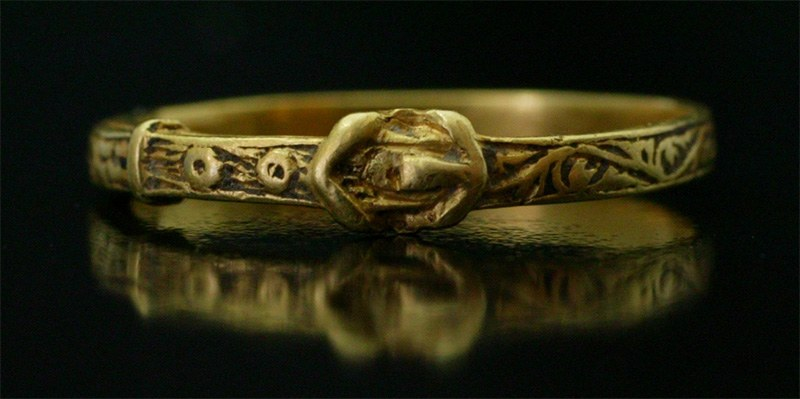
Anneau médiéval en or

Lancelot arrive à Rigomer où il rencontre un homme qui le prévient sur le port de ses armes. S’il est armé, son aventure se passera au mieux, au cas contraire, il lui arrivera des mésaventures. Il prend ses armes et se lance dans ces nouvelles quêtes : une course à cheval contre un chevalier et une joute d'où il ressortira vainqueur. Après avoir passé un pont gardé par un dragon, il se fait finalement piéger par une demoiselle qui lui procure des armes maudites qui le paralysent. Il fait désormais partie des prisonniers de la Fosse Gobienne. Lancelot devient docile grâce à un anneau qu’il reçoit mais qui lui fait perdre son bon sens, ce qui le fait travailler dans les cuisines de Rigomer. Gauvain arrive accompagné d’une soixantaine de chevaliers. Celui-ci est nommé comme le chevalier élu de Rigomer et, par conséquent, tous les enchantements sont abolis. Voyant que Lancelot ne le reconnait pas, Gauvain lui retire l’anneau, ce qui lui rend la raison. Il délivre aussi tous les chevaliers prisonniers et refuse la main de Denise, à laquelle il propose cependant de lui trouver un époux l’année qui suit. Dans la cour d’Arthur, Midomidas combat Miraudiel, ce dernier ayant voulu prendre de force une demoiselle. Ce jour-là, Lancelot revient transformé, mais reconnu grâce à une cicatrice, avant même que le combat ne commence. Miraudiel s’avoue vaincu car Midomidas souhaite que Lancelot combatte à sa place. Enfin, Gauvain marie Midomidas à Denise comme il en avait fait la promesse.

## La notion de merveille
Le terme de “merveilleux” venant du latin “mirabillia” traduit “choses admirables”. Le terme renvoie ainsi directement au monde féérique et surnaturel. Dans la table ronde, des notions d'objets magiques et des êtres surnaturels sont courantes. On peut noter que le monde merveilleux garde son mystère, ce qui laisse au lecteur une imagination débordante. À cette époque l'Église avait une influence majeure sur la population, et ces légendes et contes composés de personnages héroïques suscitaient chez la population une imagination qui dérivait de la raison. Il  y a eu  donc une multiplication d'éléments reflétant les aventures merveilleuses de Rigomer ou encore Lancelot combattant avec des adversaires à l'aspect atypique.
Le merveilleux est assez profond et complexe au sein de la littérature arthurienne, car on favorise l'imagination du lecteur avec des personnages mystérieux. L'auteur des Merveilles de Rigomer s'inspire d'éléments merveilleux celtiques : la sorcière, le dragon, le vieil homme nu, etc. Le merveilleux apporte donc au chevalier une touche d'actions et d'aventures dans lesquelles il doit combattre le mal, et mettre fin aux manifestations de personnages démoniaques.

## Les noms dansLes Merveilles de Rigomer

### Noms de lieux
- Avalon : l'île d'Avalon ou l’île des pommes est, dans la littérature arthurienne, le lieu où est emmené le Roi Arthur qui y repose en dormition  car il a été blessé mortellement après sa dernière bataille de Salisbury à Camlan. C'est aussi, selon certaines sources, l'endroit où fut forgée l'épée d'Arthur nommée Excalibur. C'est enfin l'île où vivait supposément la fée Morgane et ses sœurs Moronoe, Maroe, Gliten, Glitonea, Gliton, Tyronoe, Thiten, Thiton, qui ont toutes le pouvoir de se métamorphoser. Ce site légendaire a donné lieu à toutes sortes d'interprétations en littérature et dans le folklore. Avalon est situé traditionnellement aux confins de l'Océan, au couchant du soleil, et près des lieux de frontière et de passage. Il était possible d'y accéder à pieds à travers un dédale marécageux mais l'île s'éloigne du continent au fur et à mesure que les légendes celtiques disparaissent.

- Brocéliande : c'est une grande forêt merveilleuse et légendaire des Bretons. On la situe dans l'Ille-et-Vilaine actuelle (forêt de Paimpont) près de Rennes, ou dans les Côtes-d'Armor, entre Quintin et Saint-Brieuc. C'est là où les romans de la Table ronde faisaient vivre l'enchanteur Merlin et la fée Viviane.

Cette forêt est également une île sacrée et magique sur laquelle vivent les prêtresses de Ceridwen. On ne peut s'y rendre qu'après avoir été initié à certains secrets, il faut entre autres, savoir appeler la barque, mais également savoir s'y rendre à pied, au travers de marais labyrinthiques dangereux. L'île est entourée de brumes et en son centre se dresse une haute montagne. À son sommet, un cercle de pierre se dresse vers le ciel, prêt à recevoir les offrandes et catalyser les incantations.
- Camelot : Camelot aussi appelé Camalot, Camaaloth est une ville légendaire où se tenait la cour du Roi Arthur. C'est également une forteresse du type de Carcassonne ou bien du mont Saint-Michel dont le château se trouverait au sein d'un petit bourg intérieur aux murs.

- Carduel : Cardueil parfois orthographié Cardeuil ou Cardœil en vieux français ; une ville du royaume de Logres, l'une des trois résidences principales du roi Arthur, avec Camelote et Carleon.

- Carlion : Caerleon-sur-Wysc dans le pays de Galles, lieu où Arthur tient fréquemment sa cour.

- Cornouaille : Cornouaille est une presqu'île au sud-ouest de la Grande Bretagne.

- Esplumoir : Esplumoir est la  demeure de Merlin l’enchanteur, qui est un prophète magicien connu pour ses métamorphoses. Le nom peut faire penser à une cage où seraient enfermés les oiseaux pendant la mue, ou provenir de esplumeor / emplumeor, évoquant celui qui se sert de la plume et écrit des caractères magiques. Son sens réel reste obscur ; il est vraisemblablement en relation avec une métamorphose en oiseau.

- Rigomer : c'est un château aux ensorcellements qui se trouve en Irlande que doit affronter Lancelot.Le Camp De Rigomer

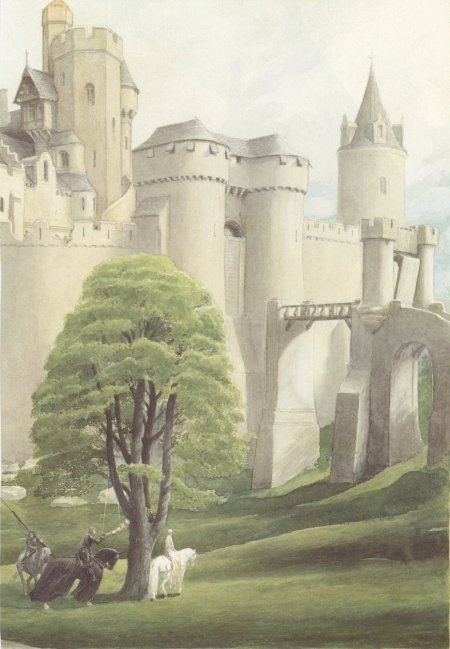
Le Camp De Rigomer

- Joyeuse Garde : C'est un château du royaume de Logres initialement appelé la Douloureuse Garde, et rebaptisé lorsque Lancelot met fin aux enchantements. C'est dans ce château que se réfugient Geneviève et Lancelot après qu'ils ont été dénoncés au Roi Arthur.

- Val sans retour :  C'est une profonde vallée creusée dans le schiste pourpre, dans le prolongement du massif forestier de Brocéliande. Le long du sentier forestier, on retrouve trois étangs, dont le plus beau, celui du Miroir aux Fées. La légende rapporte qu'il s'agit du domaine de la fée Morgane qui est  demi-sœur du roi Arthur, et qu'elle y retient les amants infidèles. Lancelot et les chevaliers de la Table Ronde y furent enfermés.

Parmi ces lieux, certains sont imaginaires et ressortent de la féerie, d'autres font référence à des lieux historiques réels.

## Les personnages desMerveilles de Rigomer

### Les personnages masculins
On y voit souvent évoquer le Roi Arthur (ou Arthur Pendragon) qui est le fils de la Duchesse de Cornouailles. Arthur devient roi à partir du moment où il retire l'épée enfichée dans la roche. Ensuite, comme dans chaque légende arthurienne on retrouve les chevaliers de la Table Ronde qui sont les meilleurs chevaliers rassemblés. Le Roi Arthur a un fils qui sera confié à Merlin pendant un certain temps, il possède des dons puissants. 
Fleur Désirée, Fleur de Lisée, Brios de Montascon, Macob Dicrac, Maudin le jardinier sont divers vassaux qu’on peut voir au fur et à mesure du roman. Soit des vassaux de Lancelot ou du Roi Arthur.
Puis le Seigneur de Pavongai est un seigneur d’une ville où Lancelot est passé pour pouvoir se venger.
Lancelot rencontre ensuite deux autres chevaliers revenus blessés de Rigomer, qui ne pourront guérir. Il s’agit de Torplain de Gringneplaine, le frère jumeau du vicomte de Pavongai, ainsi que d’un autre chevalier qui garde sur lui l’œil qu'il a perdu à Rigomer en gardant espoir de pouvoir guérir un jour.
Lors d’une course à cheval, Lancelot se confronte au « Chevalier Blanc », sur lequel nous n’avons pas beaucoup d’informations. Nous savons seulement que c’est un chevalier qui possède un cheval « plus rapide qu’un cerf de bois ou de lande, qu’un oiseau de haute volée, qu’une arbalète ».
Gauvain, le neveu d’Arthur, chevalier de la Table Ronde, est le fils aîné du Roi Lot d’Orcanie.  Il a trois frères, qui font partie des Chevaliers de la Table Ronde : Agravain, Gaheris et Gareth. Gauvain était très souvent considéré comme le meilleur des chevaliers de la Table Ronde, en raison de sa force et du fait de son acquisition de la très célèbre épée d’Arthur, Excalibur. Mais à la suite de l’arrivée de Lancelot, Gauvain perd sa place de meilleur chevalier. Gauvain est le seul chevalier de la cour d’Arthur, mais Gauvain se fera tuer par Lancelot lors d’une campagne.

### Les personnages féminins

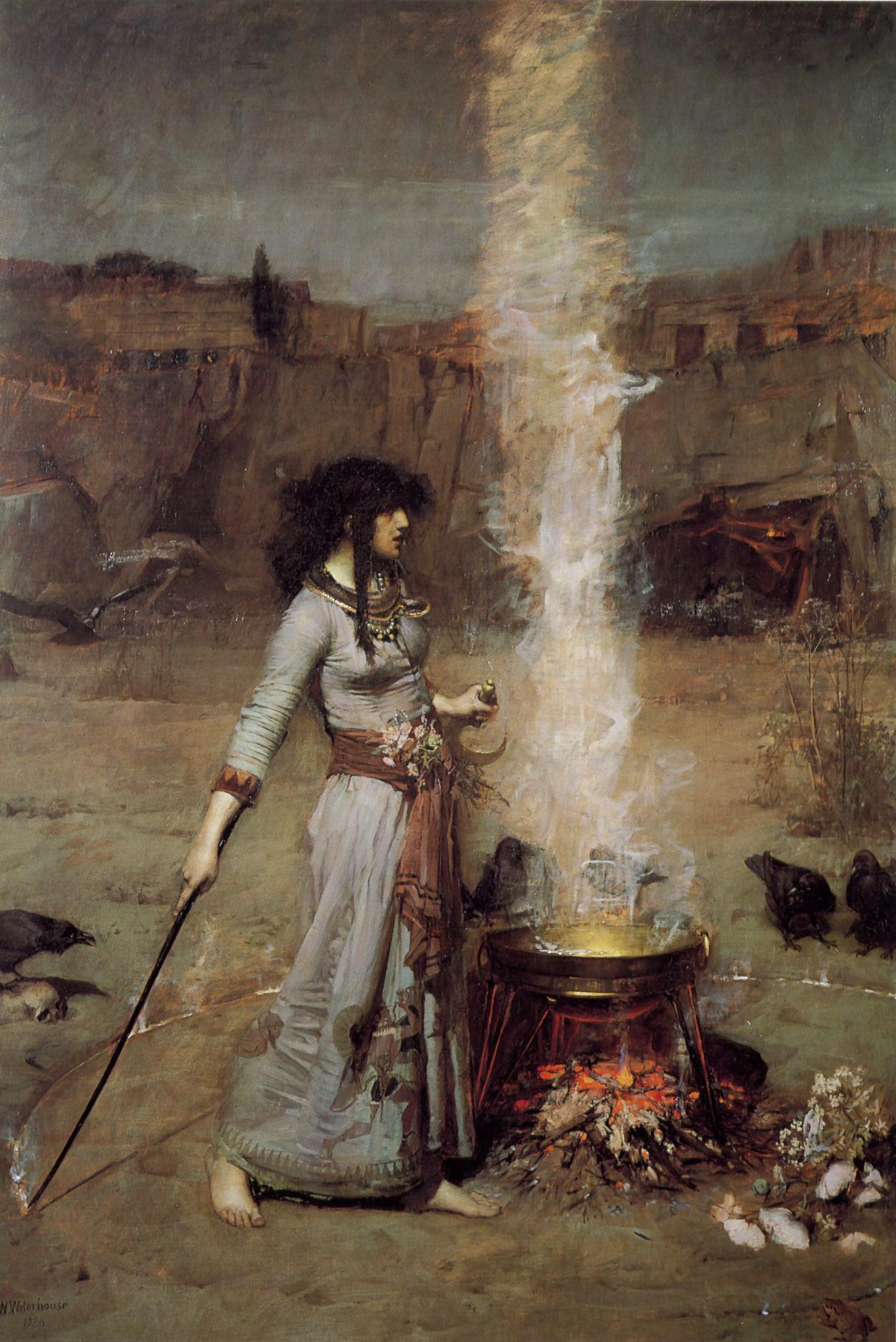
Le Cercle magique, par John William Waterhouse.

### Lancelot
Fils du roi Ban de Benoïc et de la reine Hélène, Lancelot est né à Trèbe, dans la Loire, peu après la Pentecôte. Il fut enlevé à la mort de son père par Viviane (la Dame du Lac), qui l’éleva dans son château aquatique. Il n’en reste pas moins l‘héritier de ses parents biologiques ; ainsi il reçoit le royaume de l'Armorique.

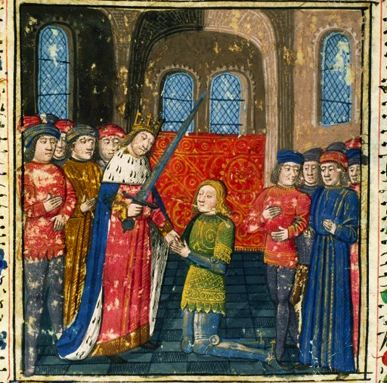
Lancelot Du Lac

Lancelot est un chevalier connu de tous, à la renommée mondiale: un titre qu’il a acquis en accomplissant de nombreux exploits notamment de multiples batailles ; si bien que tous ses ennemis ont déjà entendu parler de lui. Lancelot parcourt plusieurs terres avec l’aide de son cheval et ainsi fait la rencontre de nombreuses personnes malsaines qui vont essayer de l’empêcher d’aller à Rigomer en le dépouillant, en le soumettant à des dilemmes ou encore en le défiant lors de combat qu’il gagnera toujours. Au contraire, il fera également la rencontre de belles personnes fort généreuses qui vont lui donner du courage afin de continuer son périple ou bien, vont lui proposer un toit afin de se reposer et de la nourriture pour lui et son cheval.
Dans les merveilles de Rigomer, Lancelot est le personnage principal du récit ;il est décrit de manière héroïque car, à plusieurs reprises, il sauve divers individus de leurs misères en se confrontant à des défis lancés par ses adversaires qui sont fréquemment des brigands ou des chevaliers. Malgré de multiples péripéties, Lancelot réussit à atteindre sa destination; «les merveilles de Rigomer» sans pour autant pouvoir parvenir à son but qui est  d’entrer à Rigomer et d’y découvrir un monde différent ; chose que personne n’avait réussi auparavant puisque qu’aucun être ne peut franchir impunément les passages de cette frontière sans être vaincu et tué, ou au moins blessé et prisonnier.
En effet, il se fait emprisonner puis envouter par une mystérieuse femme au cours de la préparation à un combat. À la fin du récit, on apprend que Lancelot est conduit à la cour d’Arthur qui, par la suite, en découvrant ses adultères avec Guenièvre, le fait définitivement bannir de la cour. Alors Lancelot part dans le royaume de Gaule où il s’associera néanmoins à lui afin de combattre Mordred qui veut épouser Guenièvre.

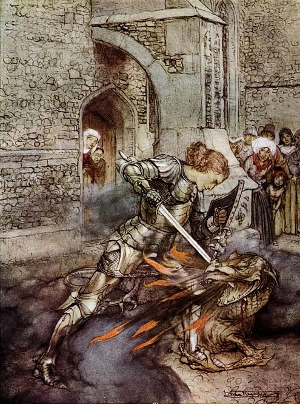
Lancelot Du Lac tue un dragon

À la mort du roi Lancelot devient un ermite.

## Les lieux dansLes Merveilles de Rigomer

### Les lieux hospitaliers

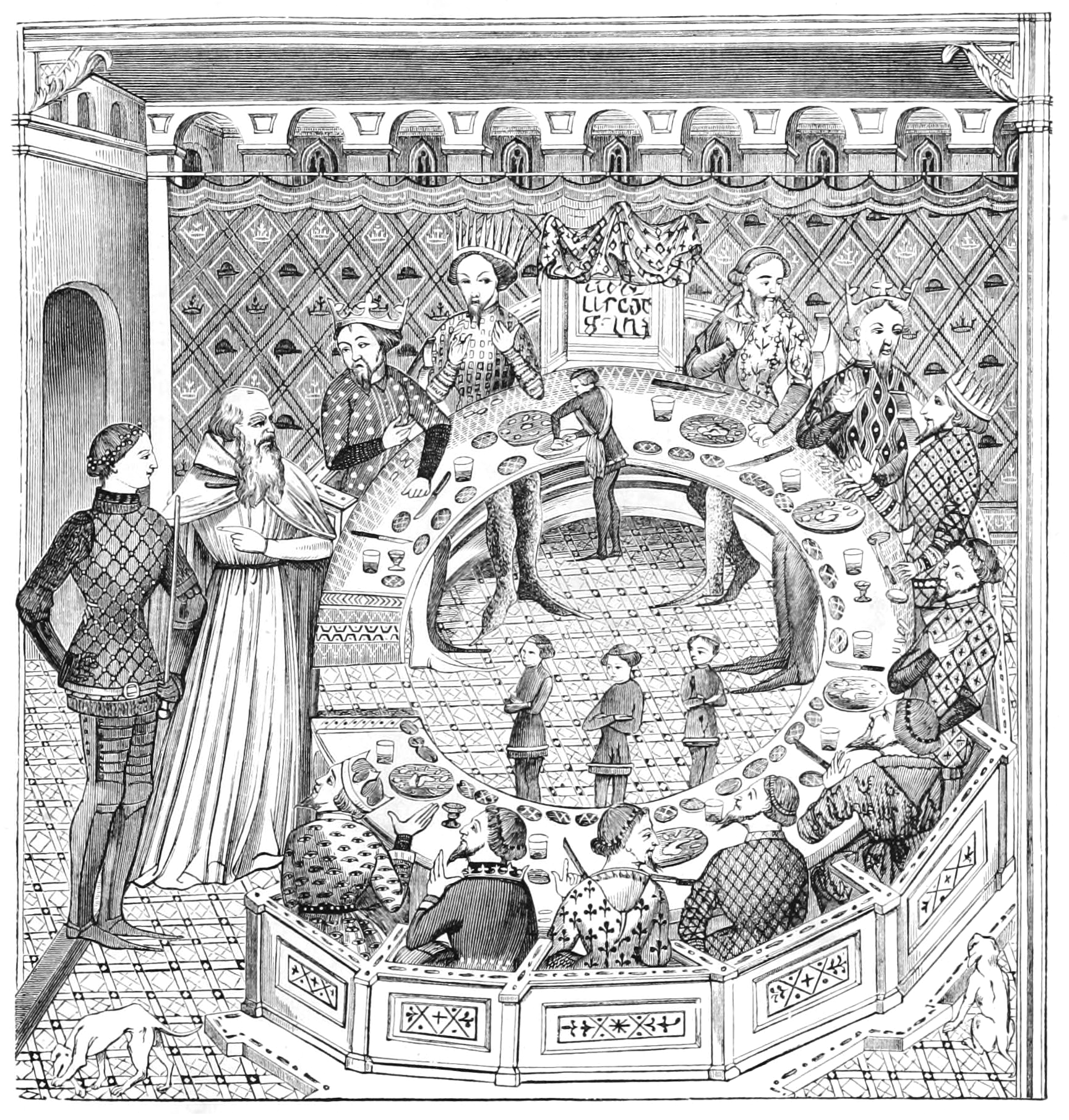
Table ronde du roi Arthur

Dans Les Merveilles de Rigomer, on peut tout d’abord voir la table ronde où les Bretons se racontaient des fables. C’est le roi Arthur qui la fit construire pour qu’il n’y ait pas de hiérarchie entre seigneur et chevaliers. C’est un lieu convivial où il peut y avoir un nombre important de personnes assises.
Les Châteaux des différentes villes ou pays étaient hospitaliers à l’époque car la cour et la chevalerie y font des fêtes et de nombreux évènements y sont proposés, pour la convivialité des personnes haut placées dans la société qui sont conviées à ces évènements. Bien qu’il soit, dans les contes, un endroit isolé et difficile d’accès, avec des choses surnaturelles, c’est surtout un lieu plein de richesse de par sa construction avec ces matériaux tels que l’ivoire, l’ébène, l’or, le marbre, les pierres précieuses et autres…

### Les lieux hostiles
Le royaume de Logres (La terre aux Ogres) était peuplé de géants, les rois qui s’installaient sur leur île devaient les combattre, peu à peu, les ogres ont disparu et d’autres rois se partagèrent les terres.
On trouve aussi la forêt où nombre de légendes se sont développées. L’univers Arthurien regorge de forêts effrayantes et peu fréquentables où règnent des êtres sauvages et féroces (dragons, fauves, géants…), On parle aussi d’« Autre Monde » provenant de croyances celtiques.